# Savin Sever
Savin Sever, slovenski arhitekt, * 27. junij 1927, Krško, † 12. april 2003, Ljubljana.
Sever sodi med najbolj značilne predstavnike t. i. ljubljanske arhitekturne šole. Njegova dela predstavljajo delno sintezo tradicije arhitekta Jožeta Plečnika  in ključnega vpliva profesorja Edvarda Ravnikarja. Sever spada med najpomembnejše slovenske povojne arhitekte v obdobju, ko je ljubljanska arhitekturna šola v poznih šestdesetih in sedemdesetih letih dosegla nepresežen vrhunec ustvarjalnosti znotraj Slovenije in Jugoslavije s svojimi stavbami, ki jih odlikujejo premišljeni tlorisi, racionalne konstrukcije, sodobna uporaba betona in stekla ter pretehtani detajli.
Med njegova najbolj znana dela sodijo ključne stavbe za Bežigradom v Ljubljani: tiskarna Mladinska knjiga, veleblagovnica Astra, paviljon AMZS in trgovska hiša Merkur. Izstopajo še valjasta garažna hiša na Poljanah, številni garažni paviljoni Triplex v Sloveniji in izven nje, vhodna zgradba (portal) v predor Karavanke ter mnoge druge zanj značilne stavbe.
Preštevilne Severjeve arhitekture so spremenile namembnost, bile neprimerno prezidane ali celo podrte (Učne delavnice v Ljubljani, Sejem v Kranju).
Sever je bil od 27. maja 1997 tudi član SAZU.

## Nagrade
V obdobju svojega življenja je Sever prejel več nagrad, med katerimi so najpomembnejše:
- Nagrada Prešernovega sklada, 1967 - za zgradbo tiskarne Mladinska knjiga v Ljubljani,
- Prešernova nagrada, 1971 - za desetletni opus pomembnih stvaritev na področju arhitekture
- Plečnikova medalja, 1985 - za realizacijo kompleksa tiskarne SOČA v Novi Gorici, 2003 - za pomemben prispevek k razvoju slovenske arhitekture
- Plečnikova nagrada, 1991 - za oblikovanje vhodne zgradbe v Karavanški predor